# Bér přeslenitý

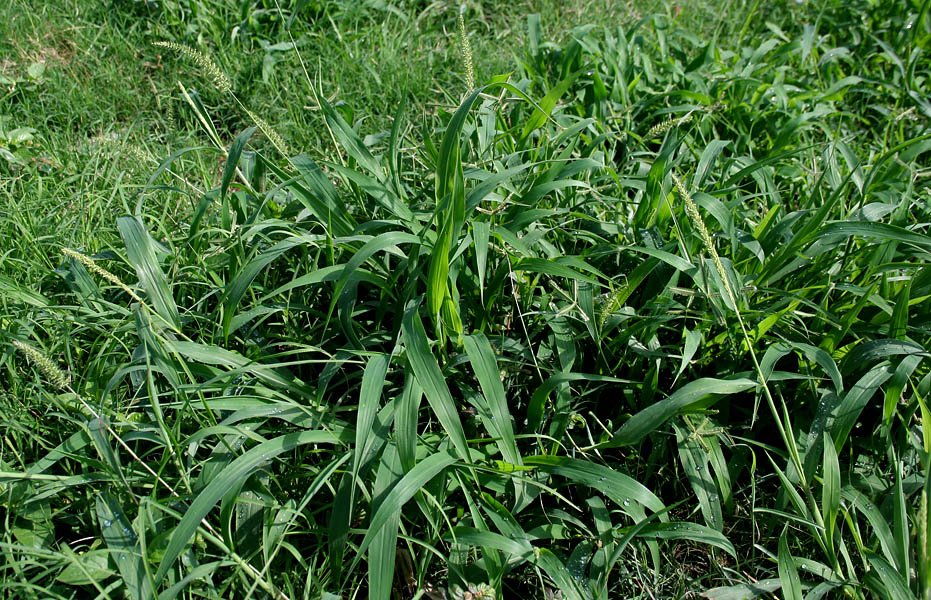
Mladší rostliny

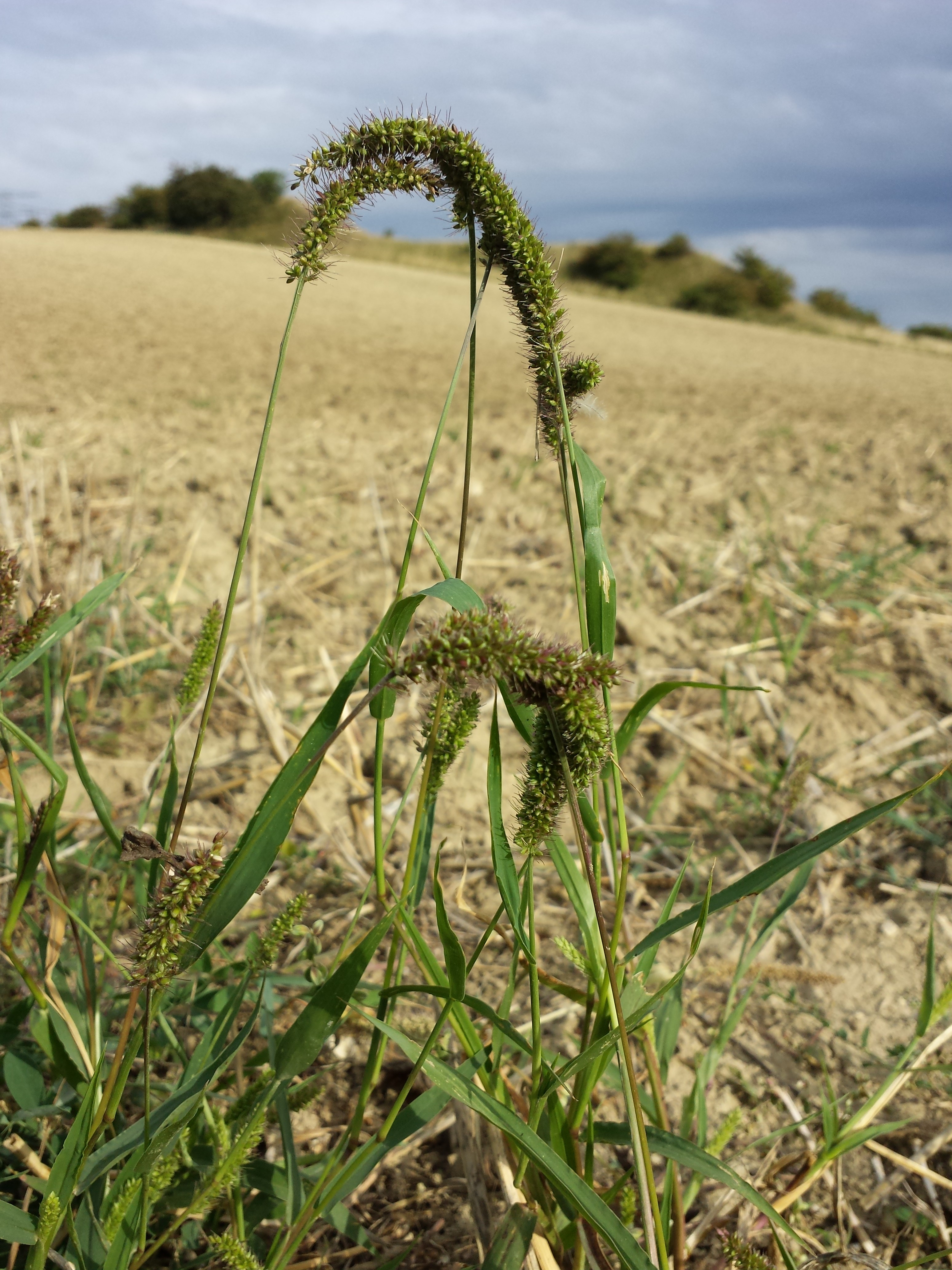
Starší rostliny

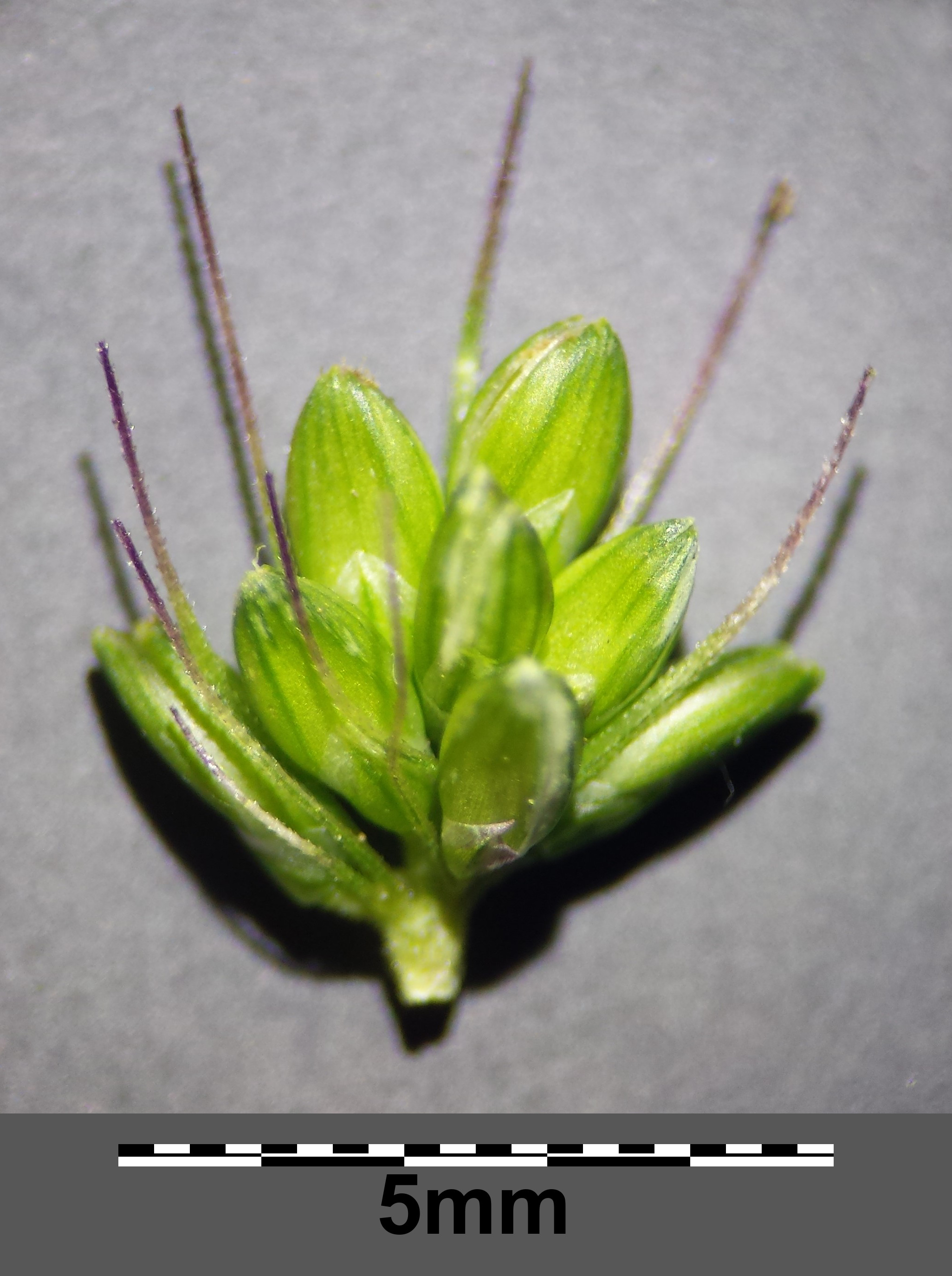
Větvička květenství s klásky

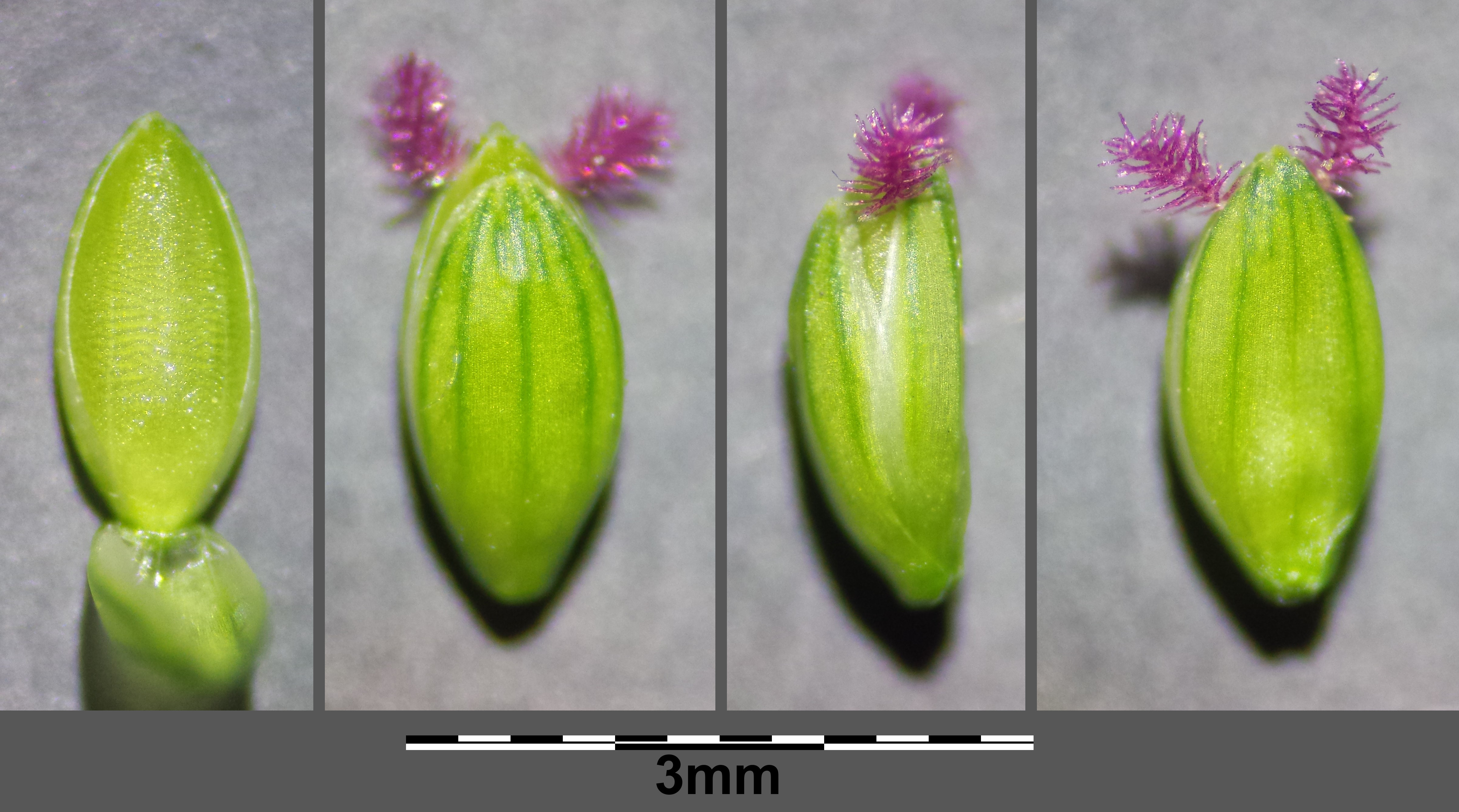
Klásky v době kvetení

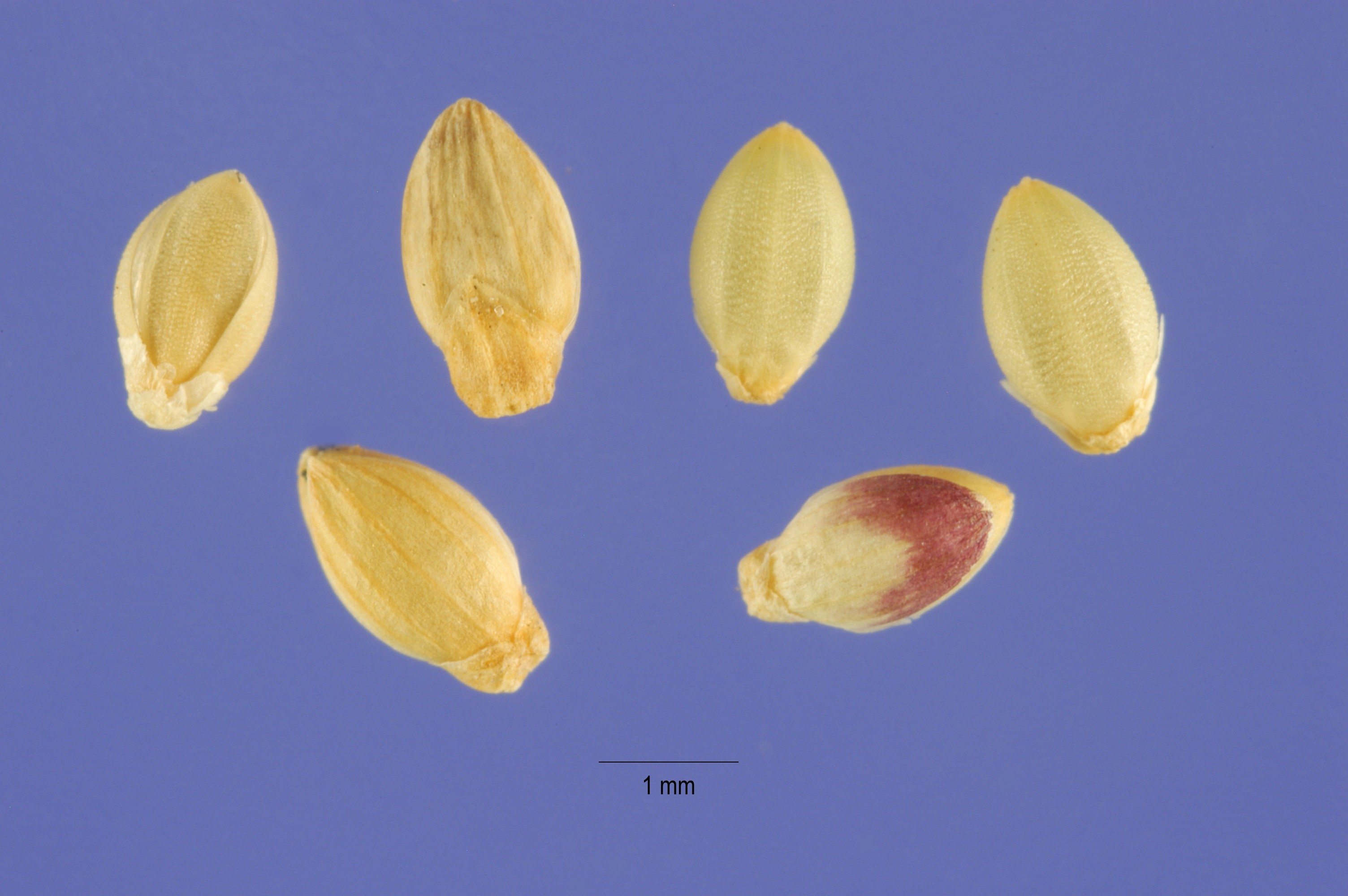
Obilky

Bér přeslenitý (Setaria verticillata) je jednoletá šedavě zelená tráva vysoká průměrně 0,5 m, která vyrůstá ve volných trsech na vysýchavých, humusem bohatších půdách. V České krajině toto invazní býlí zapleveluje hlavně pěstované kulturní širokořádkové plodiny, kukuřici, okopaniny a zeleninu.
Vědecké pojmenování druhu verticillata je latinský výraz pro přeslen, které odkazuje na spodní větve květenství rostoucí v přeslenu.

## Rozšíření
Bylina je rozšířena v mírném a subtropickém pásu téměř po celé zeměkouli. Její původ lze vystopovat do jihovýchodních oblastí Evropy, odkud se od raného středověku, s počátkem rozvoje obchodu, neúmyslně dostávala do České republiky, kde je považována za zdomácnělý archeofyt. S rozvojem zemědělství a zaoceánských plaveb se rozšířila do Severní i Jižní Ameriky, téměř celé Afriky a Austrálie i na některé ostrovy v Pacifiku.

## Ekologie
V Evropě roste nejčastěji v teplých oblastech mírného pásma. V Česku je rozšířen po širokém pražském okolí, v Polabí, kolem Teplic a Žatce, na jižní a střední Moravě a částečně i ve Slezsku. Hojný bývá na úrodných polích v teplejších oblastech. Vyskytuje na polích, v zahradách i vinicích, na úhorech, rumištích i souběžně s různými cestami. Vyhledává půdy humózní, písčité i hlinité, propustné až vysýchavé a bohaté na dusík, roste i na částečně zastíněném stanovišti. Protože rostlině prospívá dostatek vláhy, vyskytuje se často v zavlažovaných zelinářských zahradách.
V mírném pásu obvykle rostou rostliny tetraploidní 2n = 36, kdežto v subtropickém se častěji objevují diploidní 2n = 18.

## Popis
Bér přeslenitý je jednoletá tráva vyrůstající z volného trsu, který je v zemi ukotven jemnými svazčitými kořeny. Jeho jednotlivá stébla jsou přímá nebo vystoupavá, 30 až 60 cm vysoká, rozvětvená, dole hladká a nahoře drsná. Často po straně hlavního stébla vyrůstají z trsu stébla vedlejší.
Listy, vyrůstající z pochev, jsou střídavé, ploché, celistvé a jejich téměř lysé čepele jsou u báze a po okrajích drsné. Dlouhé jsou od 5 do 30 cm a široké 5 až 15 mm, jejich jazýček je nahrazen věnečkem chloupků, bývají poněkud ochablé a nejmladší list zůstává svinutý.
Květenství je zelený, tuhý, válcovitý či vejčitý lichoklas, tvořený jednokvětými klásky, dlouhý 5 až 10 cm a alespoň u báze přetrhovaný. Z jeho vřetena vyrůstají eliptické klásky velké asi 2 mm a z pod nich pak až 5 mm dlouhé štětiny s osténky směřujícími směrem dolů. Proto je lichoklas béru přeslenitého, na rozdíl od mnoha jiných druhů, po přejetí rukou směrem od spodu nahoru drsný. Klásky díky osténkům mají sklon přichytávat se k srsti zvířat nebo k oblečení a napomáhají tak k šíření semen. Klásky mají v drobných květech tři tyčinky s prašníky a svrchní lysý semeník se dvěma nachovými bliznami, plevy i pluchy jsou bezosinné. Samosprašné květy jsou opylované větrem, jenž na pérovité blizny přináší pyl.
Plodem jsou okoralé obilky asi 3 mm dlouhé, bělavé až nazelenale žluté a jsou pevně obalené v tvrdé, jemně tečkované pluše. Na jedné rostlině dozrává jeden až dva tisíce obilek, které po uzrání z klasů vypadávají do těsné blízkosti. Mají následně několikaměsíční dormanci, takže téhož roku neklíčí.

## Rozmnožování
Je terofytem rozmnožující se výhradně semeny, která mohou v půdě zůstávat v životaschopném stavu po několik let. Klíčí poměrně pozdě na jaře, až při teplotě půdy 15 až 20 °C. V Česku kvete obvykle v červenci a srpnu.
Druh se může rozmnožovat výhradně semeny, která samovolně hromadně klíčí až na jaře při vyšších teplotách půdy, dobře vzchází z hloubky do 4 cm. Obilky se snadno roznášejí na vzdálenější místa, neboť se dobře přichycují za srst zvířat či oděv lidí. Často se šíří na nemalé vzdálenosti i s obchodovanými plodinami nebo i surovou vlnou.

## Význam
Bylina mnohde slouží jako pícnina k pastvě či na seno pro dobytek, jemuž v mladém stavu poměrně chutná až do doby, kdy se začnou v klasech vytvářet ostré štětiny. Osténky v klasech působí mechanické poškození kůže a trávicího ústrojí zvířat, nebezpečné jsou hlavně u koní, jejich přichycováním k srsti také snižují kvalitu ovčí vlny.
Bér přeslenitý je celosvětově považován za jeden z nejzávažnějších plevelů ve vojtěšce, na bavlníkových plantážích, pšeničných polích a v kukuřici. Rostlina může být alternativním hostitelem háďátek rodů Meloidogyne a Pratylenchus. Protože klíčí poměrně pozdě, objevují se její semenáče často až po jarní úpravě půdy, která ji téměř neohrožuje. Pro její likvidaci je důležitá podmítka po sklizní porostů, hlavně obilovin, před podzimní orbou.